# Dave and Ansell Collins
Dave and Ansell Collins (na nekim ljestvicam je naziv dvojca Dave and Ansil Collins ili Dave and Ansel Collins) je jamajčanski vokalno-instrumentalni dvojac. Izvodili su reggae glazbu. Činili su ga glazbenici Dave Barker i Ansell Collins.

## Povijest
Studijski pjevač Dave Barker (pravim imenom David John Crooks, 10. listopada 1947., Kingston, Jamajka) i klavijaturist Ansell Collins (1949., također u Kingstonu) su bili dvoje glazbenika koji su radili za glazbenog producenta Leeja "Scratcha" Perryja u Kingstonu krajem 1960-ih. Godine 1971. su se udružili radi izvođenja reggae singla Double Barrel. Objavila ga je diskografska kuća Techniques Records koja je bila dijelom diskografske kuće Trojan Records. Ožujka te godine je osvajala vrhove jamajčkih i britanskih top-ljestvica. To je ujedno bila i prvom gramofonskom pločom na kojoj je onda 14-godišnji bubnjar Sly Dunbar ikad zasvirao.
Uslijedila je pjesma Monkey Spanner slična stila koja je postigla isti međunarodni uspjeh. Većina njihova snimljena rada je djelo tekstopisca Winstona Rileya. Nakon što su složili album, Collins i Barker su se razišli. Collins je postao studijski glazbenik, dok je Barker koji je postao stanovnikom Ujedinjenog Kraljevstvap nastavio pjevati. Surađivao je s nekoliko soul glazbenih sastava. Pokušali su se 1981. godine vratiti na glazbenu pozornicu, no nisu uspjeli dosegnuti nekadašnju slavu.
Godin 1986. se je Collins pojavio kao jedan od pozadinskih glazbenika Ernesta Reeda (Jimmy Cliff) u filmskoj komediji na temu reggae Club Paradise. Na impresumu mu je ime u obliku "Ansel (sic) "Double Barrel" Collins".  Collins je svirao i radio sa sastavima i glazbenicima kao što su The Upsetters, Black Uhuru, The Mighty Diamonds, Barrington Levy, Gregory Isaacs, U-Roy, Pama International i Jimmy Cliff.
Dijelove pjesme Double Barrel je semplirao Special Ed na pjesmi  I'm The Magnificent . Dva Barkerova uvodna usklika (Don't watch that, watch this! iz pjesme Funky Funky Reggae i This is the heavy, heavy monster sound! iz pjesme Monkey Spanner) je rabio pjevač Chas Smash na uvodu pjesme sastava Madness One Step Beyond.

## Diskografija
- Double Barrel - 1972.
- In The Ghetto - 1976.
- Heavy Heavy Monster Sounds of Dave and Ansel Collins - 1998. (kompilacijski album)

## Vanjske poveznice
- (eng.) Allmusic